# United Nations of Ju-Jitsu
Die United Nations of Ju-Jitsu (UNJJ, Vereinte Nationen des Jiu Jitsu) ist ein weltweiter, multinationaler Verband mit dem Ziel die japanische Kampfkunst Jiu Jitsu durch Kameradschaft, Solidarität und Freundschaft zu fördern.

## Geschichte und Struktur
Der Weltverband United Nations of Ju-Jitsu (UNJJ) wurde in Chiny, Belgien im September 1991 gegründet. Er arbeitet ohne Gewinnabsicht und hat das Ziel, die wissenschaftlichen Kenntnisse und die Pädagogik, die in der Philosophie der Kampfkunst Jiu Jitsu enthalten ist, durch freundschaftliche Beziehungen zu verbreiten und weiterzuentwickeln.
Im Verband werden die Mitgliedsländer durch verschiedene nationale Jiu Jitsu Verbände repräsentiert, welche entsprechend den Gesetzen und Gebräuchen der Ursprungsländer gegründet wurden. So ist der Deutsche Jiu Jitsu Bund Repräsentant für die Bundesrepublik Deutschland in der UNJJ.
Jährlich findet in einem der Mitgliedsländer der internationale Kongress der UNJJ statt, wo sich die Jiu Jitsuka aus allen Ländern zu einem freundschaftlichen Treffen zusammenfinden. Während dieses Kongresses finden sowohl Lehrgänge mit Lehrern aus allen Ländern, als auch die Weltmeisterschaften der UNJJ im Jiu Jitsu statt. Die Wettkampfkategorien und -regeln ähneln weitestgehend den des DJJB.
Zu den Kongressen reisen das Nationalteam des DJJB und als Vertreter in der UNJJ für die Bundesrepublik Deutschland der Bundestrainer – und Präsident der Korporation Internationaler Danträger und des Deutschen Jiu Jitsu Bundes – Josef Djakovic und der – durch den Vorstand des DJJB eingesetzte – UNJJ-Delegierte Jürgen Rautert.

### Mitgliedsländer
Momentan sind folgende zehn Länder mit ihren Jiu-Jitsu-Verbänden Mitglied in der United Nations of Ju-Jitsu:
- Australien
- Belgien
- Dänemark
- Deutschland
- England, Vereinigtes Königreich
- Gibraltar
- Italien
- Irland
- Südafrika
- Vereinigte Staaten von Amerika

### Kongresse
Nachfolgend, eine chronologische Übersicht der Kongresse der UNJJ mit Informationen zum Ausrichter und Veranstaltungsort. In kursiv sind die voraussichtlich nächsten Austragungsorte notiert.
| Jahr | Ausrichtendes Land           | Ort                                   |
| ---- | ---------------------------- | ------------------------------------- |
| 1991 | -                            | Chiny, Belgien                        |
| 1992 | Spanien                      | Roses, Spanien                        |
| 1993 | Belgien                      | Molenheide, Belgien                   |
| 1994 | Italien                      | Kamarina, Sizilien, Italien           |
| 1995 | Dänemark                     | Lalandia, Dänemark                    |
| 1996 | Malta                        | San Ġiljan, Malta                     |
| 1997 | Deutschland                  | Sonthofen, Deutschland                |
| 1998 | Spanien                      | Empuria Brava, Spanien                |
| 1999 | England                      | Kent, England                         |
| 2000 | England                      | Brighton, England                     |
| 2001 | Südafrika                    | Benoni, Südafrika                     |
| 2002 | Dänemark                     | Lanzarote, Kanarische Inseln, Spanien |
| 2003 | England                      | Blackpool, England                    |
| 2004 | Italien                      | Giardini-Naxos, Sizilien, Italien     |
| 2005 | Irland                       | Donegal, Irland                       |
| 2006 | Südafrika                    | Sun City, Südafrika                   |
| 2007 | Griechenland und Deutschland | Chalkidiki-Sithonia, Griechenland     |
| 2008 | Gibraltar                    | Gibraltar                             |
| 2009 | England                      | Blackpool, England                    |
| 2010 | Dänemark                     | Kopenhagen, Dänemark                  |
| 2011 | Vereinigte Staaten           | New York City, Vereinigte Staaten     |
| 2012 | Deutschland                  | Willingen (Upland), Deutschland       |
| 2013 | Südafrika                    | Johannesburg, Südafrika               |
| 2014 | Italien                      | Kastalia Sizilien, Italien            |
| 2015 | Dänemark                     | Kopenhagen, Dänemark                  |
| 2016 | England                      | Benidorm, Spanien                     |
| 2018 | Gibraltar                    | Gibraltar                             |
| 2022 | Belgien                      | Oostende, Belgien                     |
| 2024 | Deutschland                  | Otterbach, Deutschland                |
| 2026 | Italien                      | Sizilien                              |